# José Belard da Fonseca

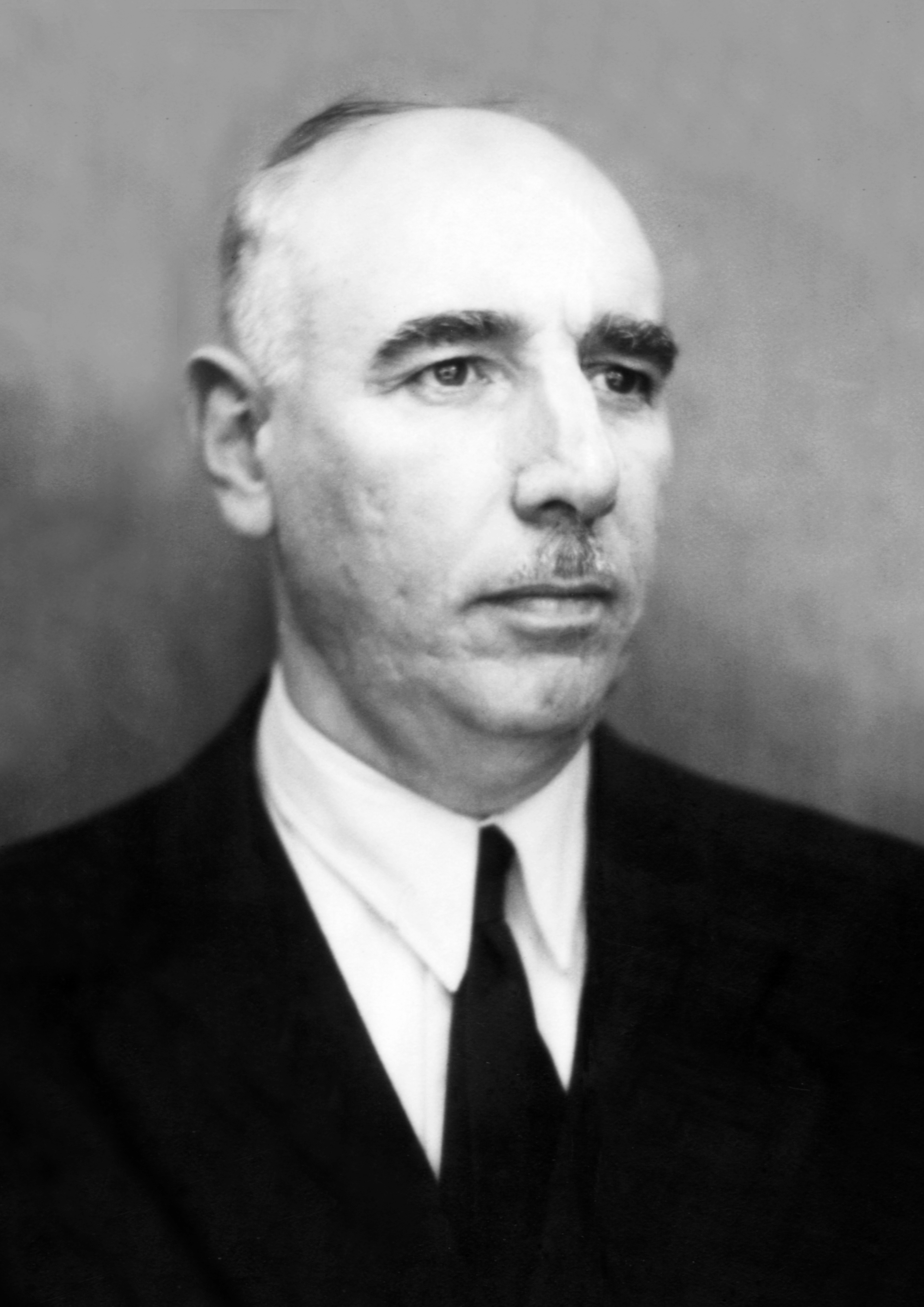
Belard da Fonseca

José de Mascarenhas Pedroso Belard da Fonseca (* 2. August 1889 in Chamusca; † 4. Juli 1969 in Lissabon) war ein portugiesischer Bauingenieur.

## Werdegang
Belard da Fonseca war Ordinarius am Instituto Superior Técnico und von 1942 bis 1958 Rektor des Instituts.
Außerdem war er Präsident des Ordem dos Engenheiros.

## Ehrungen
- 1936: Kommandeur des portugiesischen Christusordens
- 1947: Kommandeur des Dannebrogordens
- 1947: Offizier des Nil-Ordens
- 16. Mai 1957: Großes Verdienstkreuz mit Stern der Bundesrepublik Deutschland
- 1957: Ritter des Silvesterordens
- 1957: Ritter des Ordens vom Heiligen Grab zu Jerusalem
- 1963: Großoffizier des Ordens Instrução Pública
- 1969: Großoffizier des Ordens für Verdienst